# Tetrabalius dammermanni
Tetrabalius dammermanni är en spindeldjursart som beskrevs av Speijer 1933. Tetrabalius dammermanni ingår i släktet Tetrabalius och familjen Thelyphonidae. Inga underarter finns listade i Catalogue of Life.